# デュッセルドルフ・シュタットバーン
デュッセルドルフ・シュタットバーン（ドイツ語: Stadtbahn Düsseldorf）は、ドイツの大都市であるデュッセルドルフおよびクレーフェルト、デュースブルク、ノイスなど近隣都市を結ぶ、地下区間を有する路面電車（シュタットバーン）の系統の名称。1898年に開通したヨーロッパ最古の都市間電気鉄道をルーツに持ち、地下区間の開通を経て1988年からシュタットバーンとして本格的な運行を開始した。2021年現在、デュッセルドルフや周辺都市の公共交通機関と同様にラインバーン（Rheinbahn）によって運営されている。

## 歴史

### 郊外路線の開通から第二次世界大戦まで
ライン川沿いの都市であるデュッセルドルフは、産業革命の恩恵に加えて近隣の町を統合した事により、19世紀初頭から後半（1870年代）にかけて人口が4倍に増加する程に成長した。この都市と隣接する郊外都市を結ぶ交通機関を運営する企業として、デュッセルドルフの実業家らによって「ライン川鉄道会社（Rheinische Bahngesellschaft AG）」、現在の「ラインバーン（Rhinebahn）」が設立されたのは1896年3月25日であった。この企業の設立目的はライン川に橋梁を通し、対岸の都市であるクレーフェルトまで電気鉄道を建設する事であり、1898年11月12日に橋梁の敷設が完了したのち、同年12月15日に全長22.2 kmの路線の営業運転が始まった。これはヨーロッパにおける最初の都市間電気鉄道（インターアーバン）でもあった。
開業当初は旅客輸送のみが行われていたが、1899年からは貨車を用いた貨物輸送も実施されていた。また1901年12月21日にはライン川を挟みデュッセルドルフと隣接するノイスへ向かう第2の路線も開通した。双方とも多数の利用客に恵まれ、クレーフェルト方面の路線だけでも開業2年目となった1899年の年間利用客が108万人であったものが、1904年には416万人に増加した。更に沿線の不動産業も盛況となり、これらの実績を受けて1907年以降デュッセルドルフ市も株を所得し運営に参加する事となった。
だが、第一次世界大戦の勃発によりこれらの路線網は労働力の徴兵や電力不足に直面し、メンテナンス不足による状態悪化により複数の車両が運用を離脱する事態となった。また、食糧不足を補うための配給物資の輸送も賄う事となった他、施設には臨時の調理施設も設置された。ドイツの敗戦に終わった戦後も混乱は続き、1919年には従業員によるストライキが勃発する事態も起きたものの、1920年代以降は経済の復興とともに都市間鉄道も再度発展を遂げ始め、ライン川を渡る橋梁が建て替えられ線路が専用軌道に改められた他、1924年からはクレーフェルト方面の路線で食堂車の運行も始まった。
更に同年代以降、デュッセルドルフの北に位置する都市・デュースブルクと接続する都市間電気鉄道を建設する動きが起こり始めた。この両都市には1899年から1900年にかけて開通したデュッセルドルフ・デュースブルク軽便鉄道（Düsseldorf-Duisburger Kleinbahn）と言う路面電車路線が存在したが、利用客の増加に加えて施設の老朽化のため事故が頻発していた事から高規格化が検討されるようになった経緯を持つ。土地の買収などに手間取ったものの1924年から本格的な工事が始まり、1926年4月20日に営業運転を開始した。
しかし、第二次世界大戦の勃発はこれらの路線にも大きな影響を与え、徴兵による人員不足を補うため女性運転士の投入や連合国軍の捕虜の労働者としての投入も実施された。そして1940年以降デュッセルドルフは攻撃の対象となり、幾度となく勃発した空襲の中でも路線網の運行は続いたものの、1945年3月の空襲によりデュッセルドルフ市内は甚大な被害を受け、同年3月8日にこれらの路線網が全て運行を休止する事態に至った。

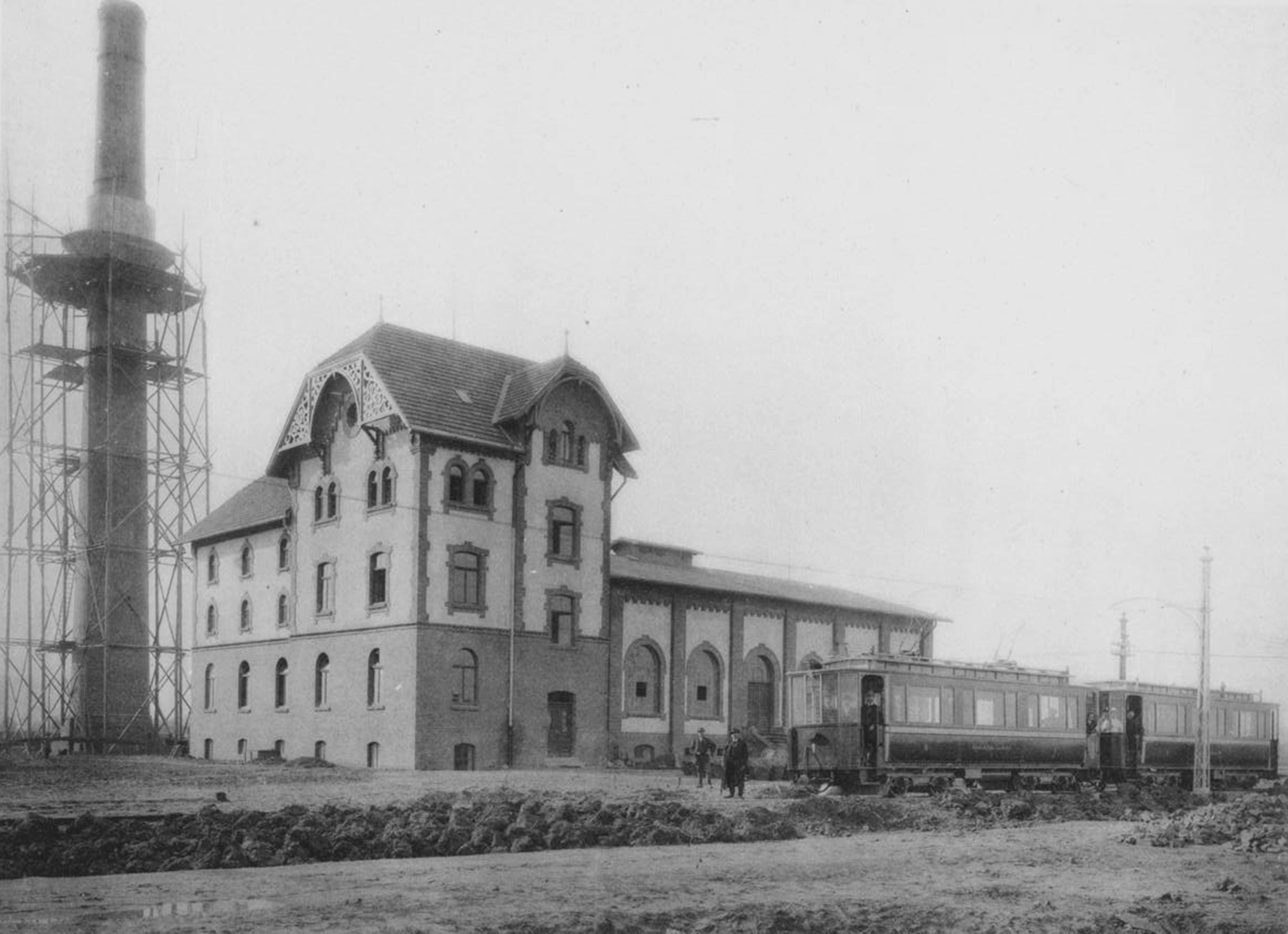
開業当初のクレーフェルト方面の電気鉄道（1898年撮影）

### 戦後からシュタットバーン誕生まで
戦後のライン川鉄道会社（→ラインバーン）の歴史は、戦争で破壊された路線網の復旧から始まった。資材の不足や食糧難など幾多もの課題を抱えながらも、同事業者は労働者への支援を始めとした支援を続け、1948年にはクレーフェルト方面の路線で食堂車の運行が再開されるほどにまで復興を遂げた。
1950年代以降、デュッセルドルフ市内の路面電車（デュッセルドルフ市電）と共に近隣都市へ向かう長距離系統も発展を遂げ、同都市に本社を置くデュッセルドルフ車両製造（→デュワグ）製の連接車が多数導入された。また1949年以降はクレーフェルト方面に加えてデュースブルク方面の系統でも食堂車の運行が始まり、採算面の問題で1962年にクレーフェルト方面での営業が終了して以降も軽食や飲料物の提供が続いた。その一方でモータリーゼーションの進展による自家用車への移行や人件費の増加により、1960年代以降ラインバーンは損失を抱えるようになり、公共交通機関の今後についての議論も盛んにおこなわれるようになった。
そんな中、激化する道路の混雑を避け、デュッセルドルフ市内中心部の路線を地下へ移設する計画が1968年にデュッセルドルフ市議会で採択され、1973年から工事が始まった。そして、1981年10月3日に最初の地下区間となるデュッセルドルフ北部のケネディダム（Kennedydamm） - オペラ座（Opernhaus）間（全長1.6 km）が営業運転を開始した。この路線はそれまでのラインバーンの路線と異なりプラットホームを高くしたため、開通に合わせて導入された新造車両や改造車両は地上・地下双方のプラットホームに対応するため折り畳みステップが搭載された。
その後も引き続き計画されていたトンネルの工事が続き、デュッセルドルフ創設700周年を迎えた1988年に市内中心部を通る地下区間が開通した。これに伴い、クレーフェルトやデュースブルク方面の路線網についても高規格化が実施され、デュッセルドルフ・シュタットバーンの本格的な営業運転が始まった。また、クレーフェルト方面の食堂車についても1989年から営業運転を再開した。

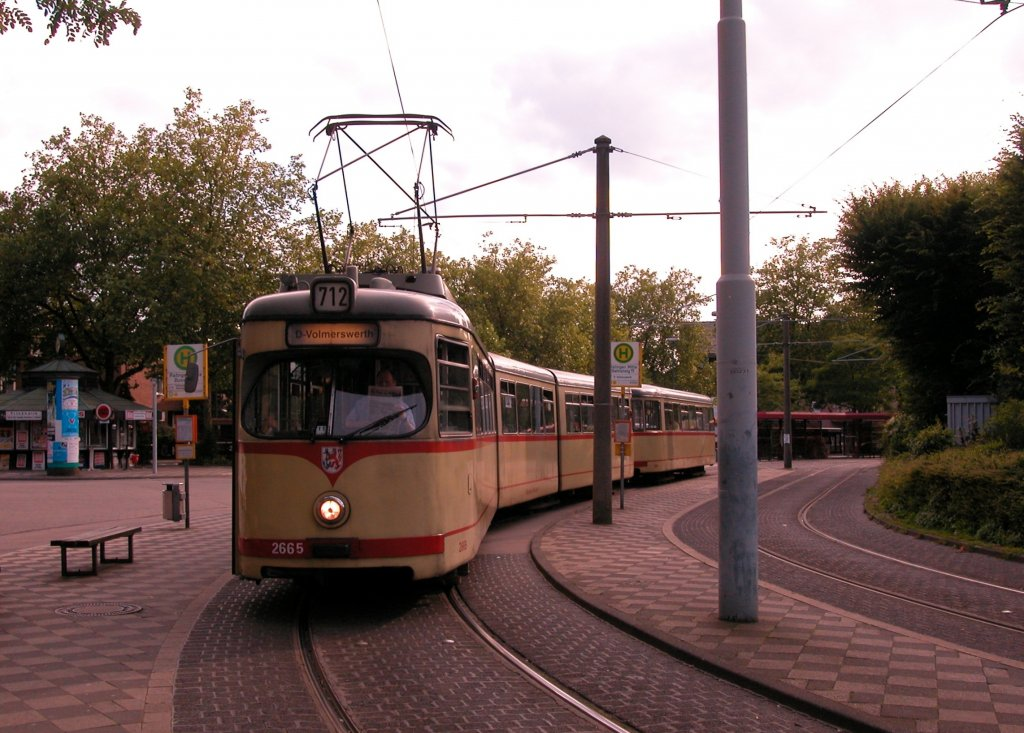
戦後に大量導入が実施された連接車（2009年撮影）
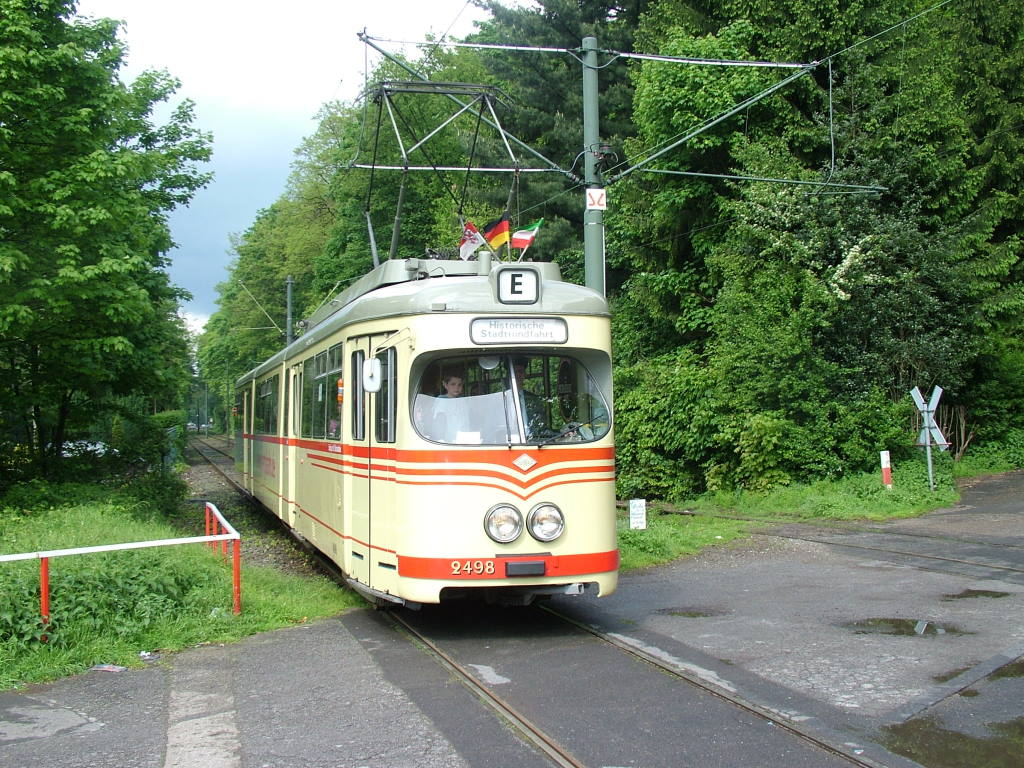
デュースブルク方面へ向けて運行していた食堂車（2005年撮影）
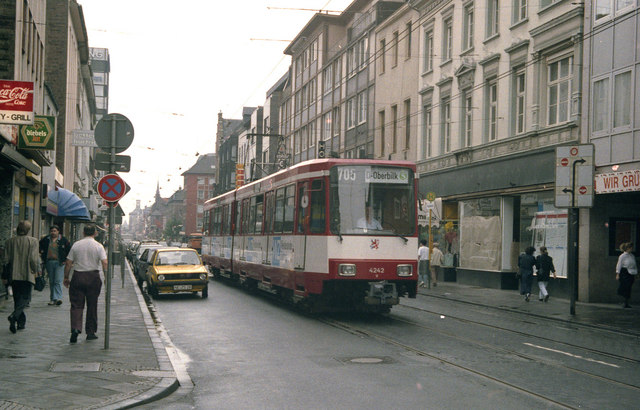
地下区間開通に合わせて導入が開始されたB80D（1991年撮影）
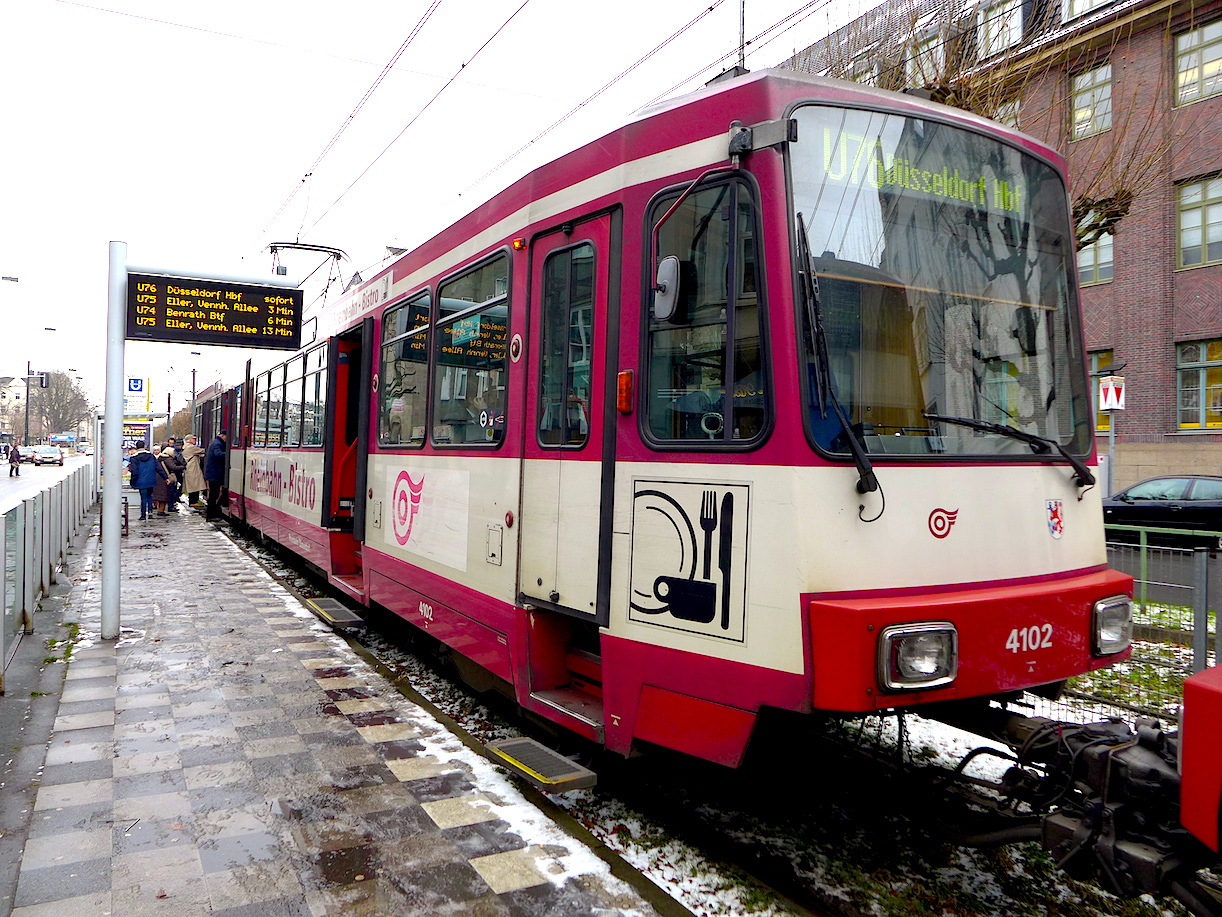
シュタットバーン化に合わせて復活したクレーフェルト方面への食堂車（2014年撮影）

### シュタットバーンの発展
最初の路線が開通して以降もデュッセルドルフ・シュタットバーンは地下区間の建設や従来の路線網の転換により拡大を続けている。まず1989年からはデュッセルドルフ中心部の商業センター駅（Handelszentrum） - ケトヴィガー通り（Kettwiger Str.）を経由する地下区間の建設が始まり、1993年の開通と同時に同区間を通るノイス方面の系統がシュタットバーンに転換され、所要時間が7分短縮された。2002年にはケルナー通り（Kölner Straße）を通っていた地上線が地下区間へ移設され、デュッセルドルフ南部へ向かう系統（U74・U77号線）の走行時間の短縮が実現した。
これらの系統は従来の路面電車路線を高規格化した上で高床式プラットホームに対応した電車が導入されていたが、2007年から建設が始まったヴェーアハーン線と呼ばれる全長3.4 km、デュッセルドルフの東部と南部を結ぶ新たな地下区間については、低床式プラットホームを始めとした従来の路面電車規格が導入された。これは道路が狭く単線区間が存在したデュッセルドルフ市電の一部を地下へ移設する事による高速化を目的としたもので、車両についても超低床電車が導入されている。このヴェーアハーン線は2016年2月20日から営業運転を開始し、開業初年の2016年度だけでもラインバーンが運営する鉄道網の利用客数は2億2,000万人と前年度から1.2 %増加し、運賃収入も4.4 %の増加を記録している。
その一方、長年営業されていた食堂車については利用客の低迷や運営費の高騰によりデュースブルク方面からは1998年、シュタットバーン化に伴い再開されていたクレーフェルト方面についても2014年に営業運転が終了している。

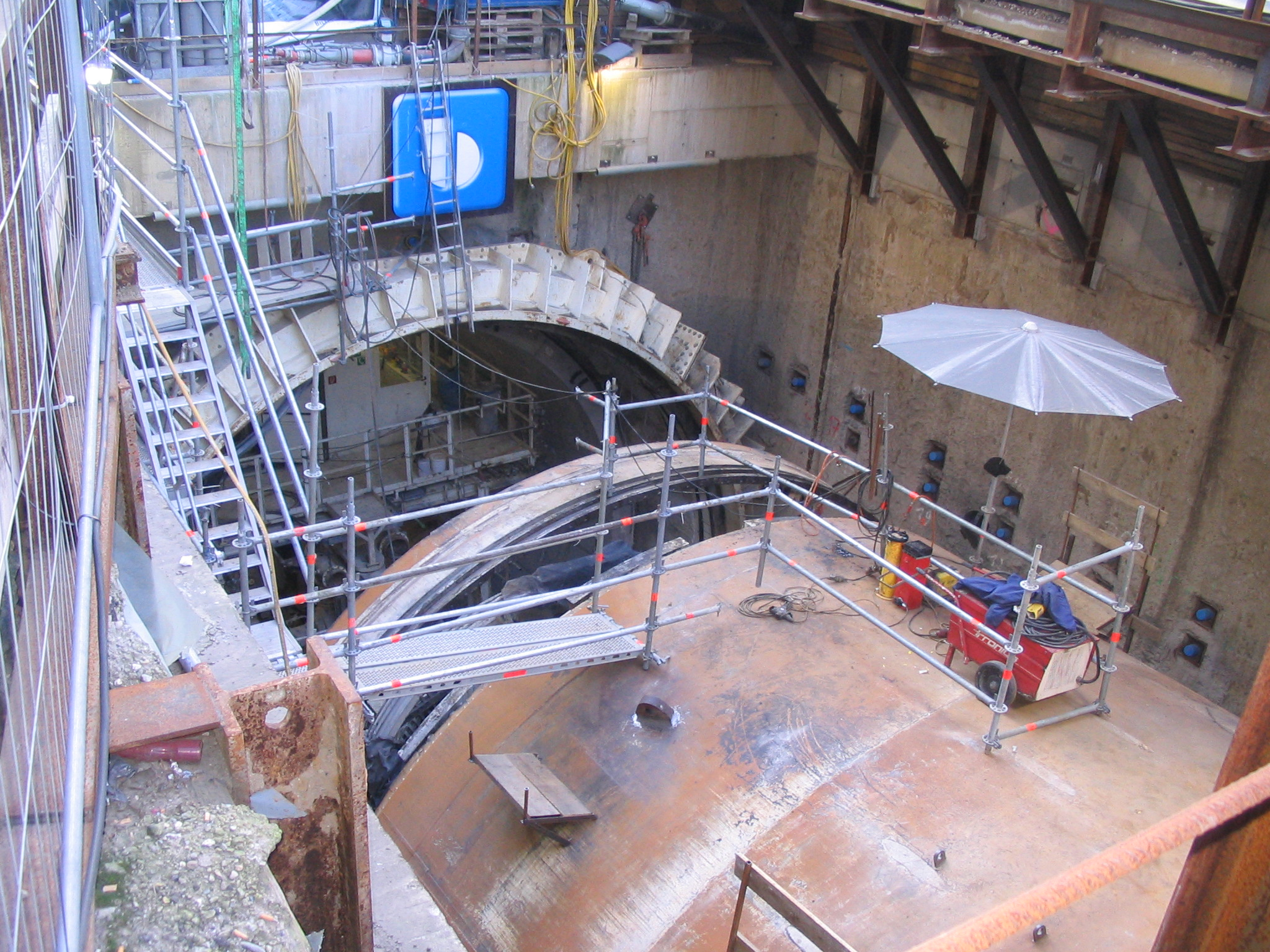
建設中のヴェアーハーン線（2013年撮影）
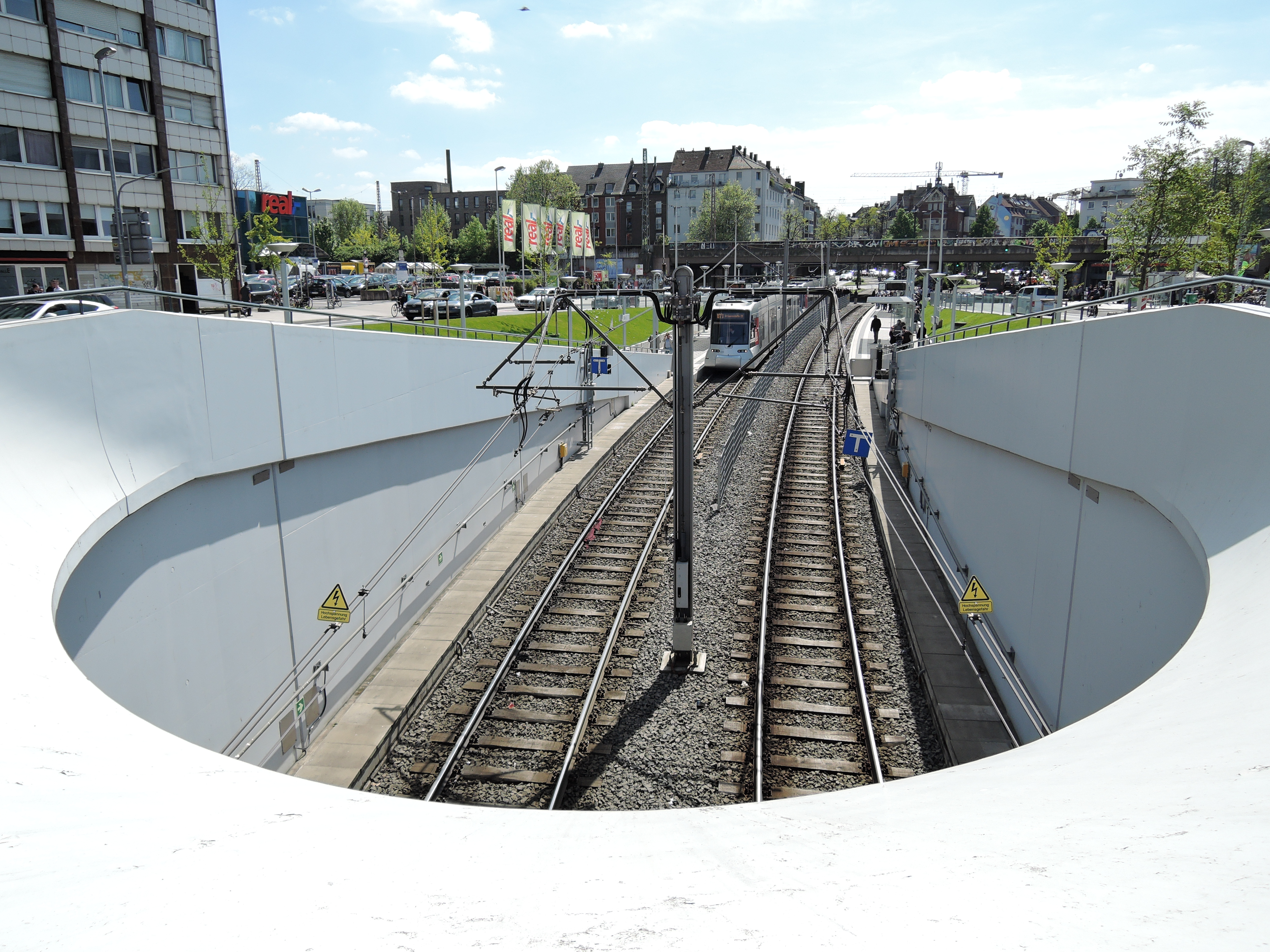
ヴェーアハーン線の地下区間の出入口（2017年撮影）

## 運行

### 系統
2020年現在、デュッセルドルフ・シュタットバーンはデュッセルドルフや周辺の各都市に以下のような大規模な路線網を有しており、全系統とも頭文字にドイツ語で「地下鉄（U-Bahn）」を意味する「U」が付けられている。これらのうち、クレーフェルト方面へ向かう系統はクレーフェルト市内でクレーフェルト市電への直通運転を実施している他、デュースブルク方面へ向かうU79号線についてはデュースブルク交通との共同運営が実施されている。
| 系統番号 | 起点                            | 終点                      | 主要経由地域                    | 備考 |
| -------- | ------------------------------- | ------------------------- | ------------------------------- | --- |
| U70      | Krefeld, Rheinstraße            | Düsseldorf Hbf            | デュッセルドルフ クレーフェルト | 一部の駅を通過                                                                                           |
| U71      | Heinrichstraße                  | Benrath, Betriebshof      | デュッセルドルフ                | ヴェーアハーン線を経由 路面電車時代の系統名は「701号線」                                                 |
| U72      | Ratingen, Mitte                 | D-Hellriegelstraße        | デュッセルドルフ ラーティンゲン | ヴェーアハーン線を経由 路面電車時代の系統名は「712号線」                                                 |
| U73      | D-Gerresheim S                  | Universität Ost           | デュッセルドルフ                | ヴェーアハーン線を経由 路面電車時代の系統名は「703号線」                                                 |
| U74      | Meerbusch, Görgesheide          | D-Holthausen              | デュッセルドルフ クレーフェルト | |
| U75      | Neuss Hbf                       | D-Eller, Vennhauser Allee | デュッセルドルフ ノイス         | |
| U76      | Krefeld, Rheinstraße            | Düsseldorf Hbf            | デュッセルドルフ クレーフェルト | 各駅停車 1980年以前の系統名は「Kライン」、同年以降シュタットバーン化までは「76号線」                     |
| U77      | Am Seestern                     | Holthausen                | デュッセルドルフ                | |
| U78      | MERKUR SPIEL-ARENA / Messe Nord | Düsseldorf Hbf            | デュッセルドルフ                | |
| U79      | Duisburg-Meiderich Bf           | D-Universität Ost         | デュッセルドルフ デュースブルク | デュースブルク交通と共同運営 1980年以前の系統名は「Dライン」、同年以降シュタットバーン化までは「79号線」 |
| U83      | Gerresheim, Krankenhaus         | Benrath, Betriebshof      | デュッセルドルフ                | ヴェーアハーン線を経由                                                                                   |

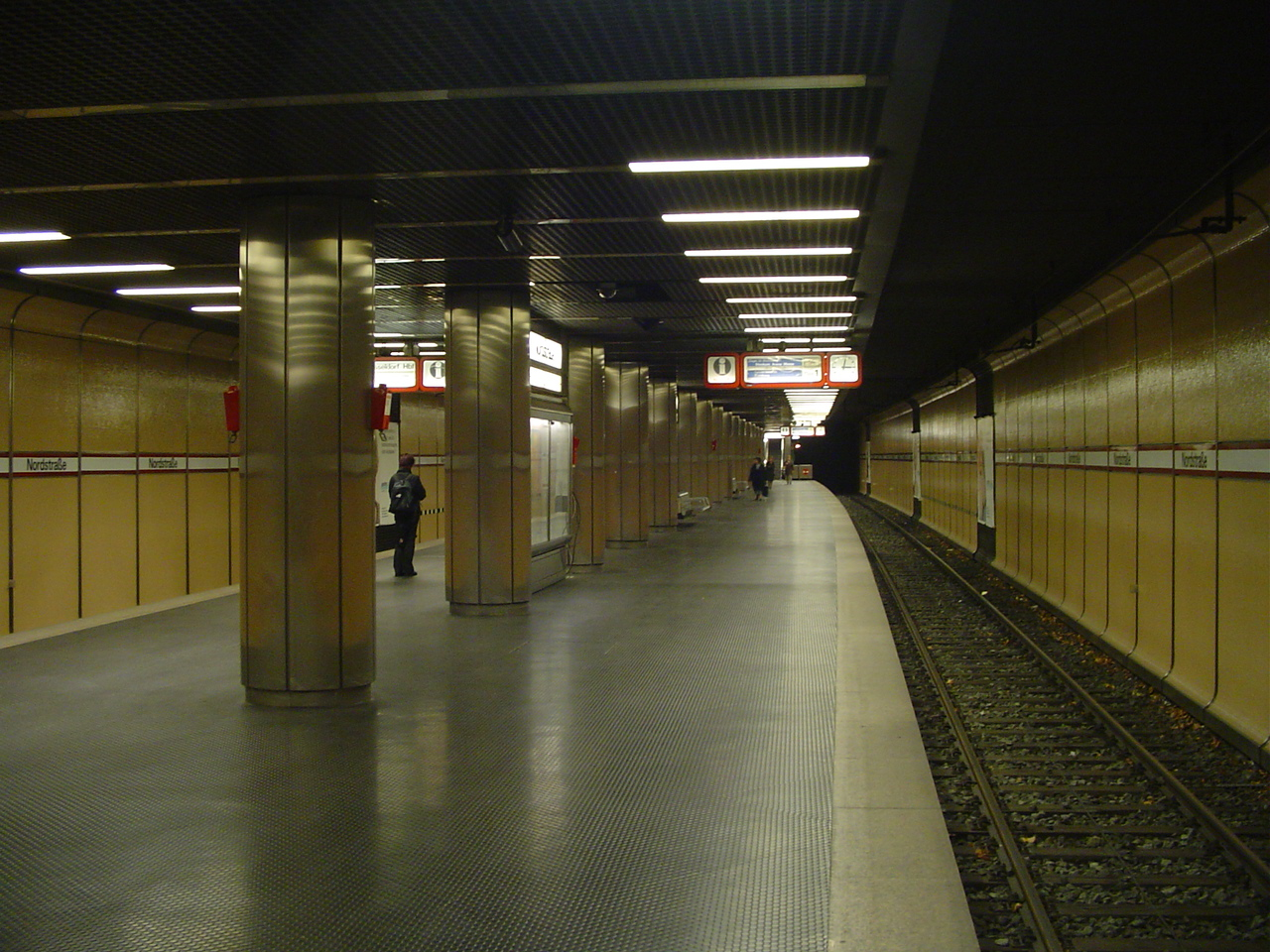
地下駅のNordstraße駅（2006年撮影）
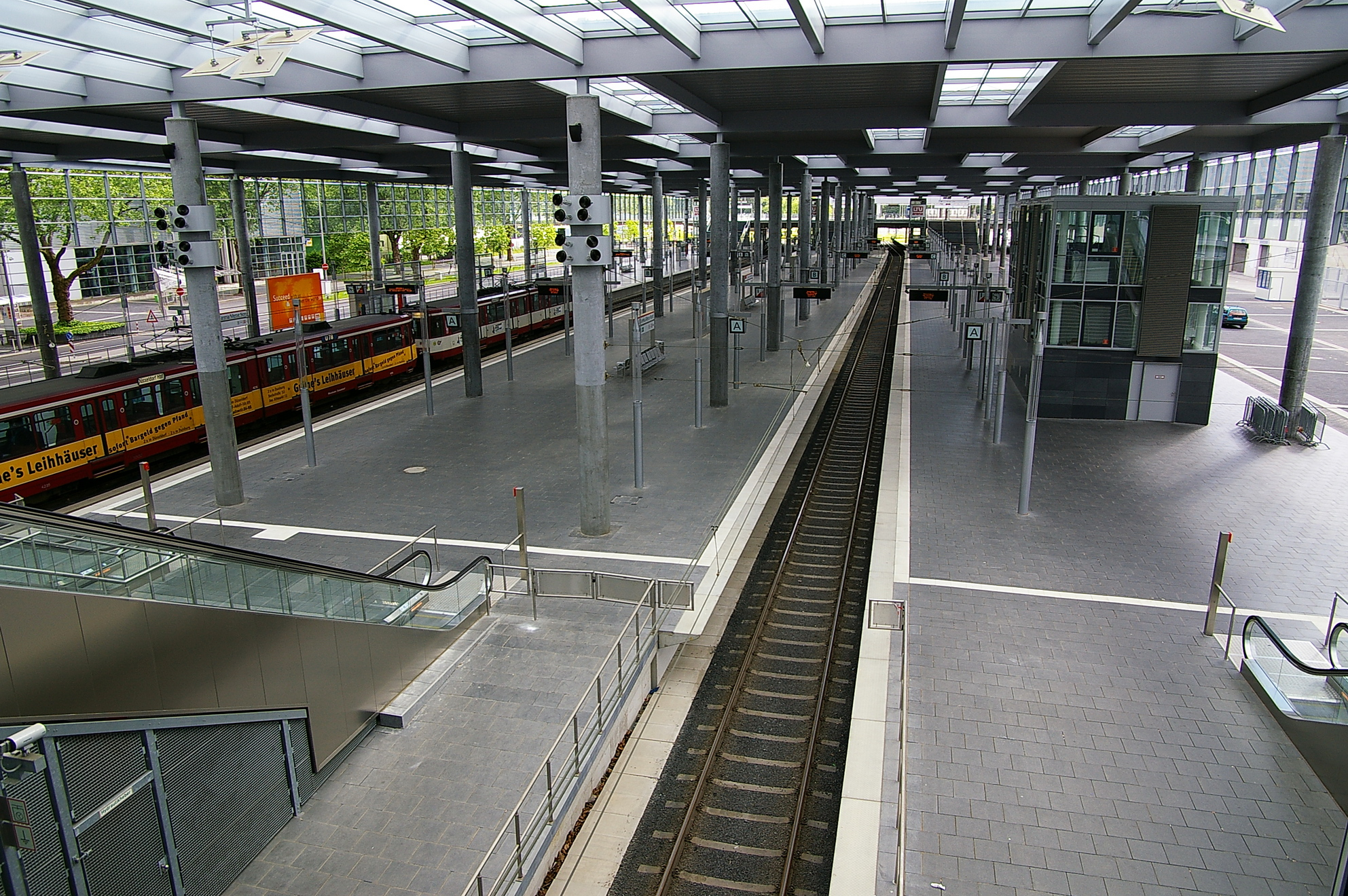
メルクール・シュピール・アレーナの最寄り駅であるMERKUR SPIEL-ARENA / Messe Nord駅（2006年撮影）
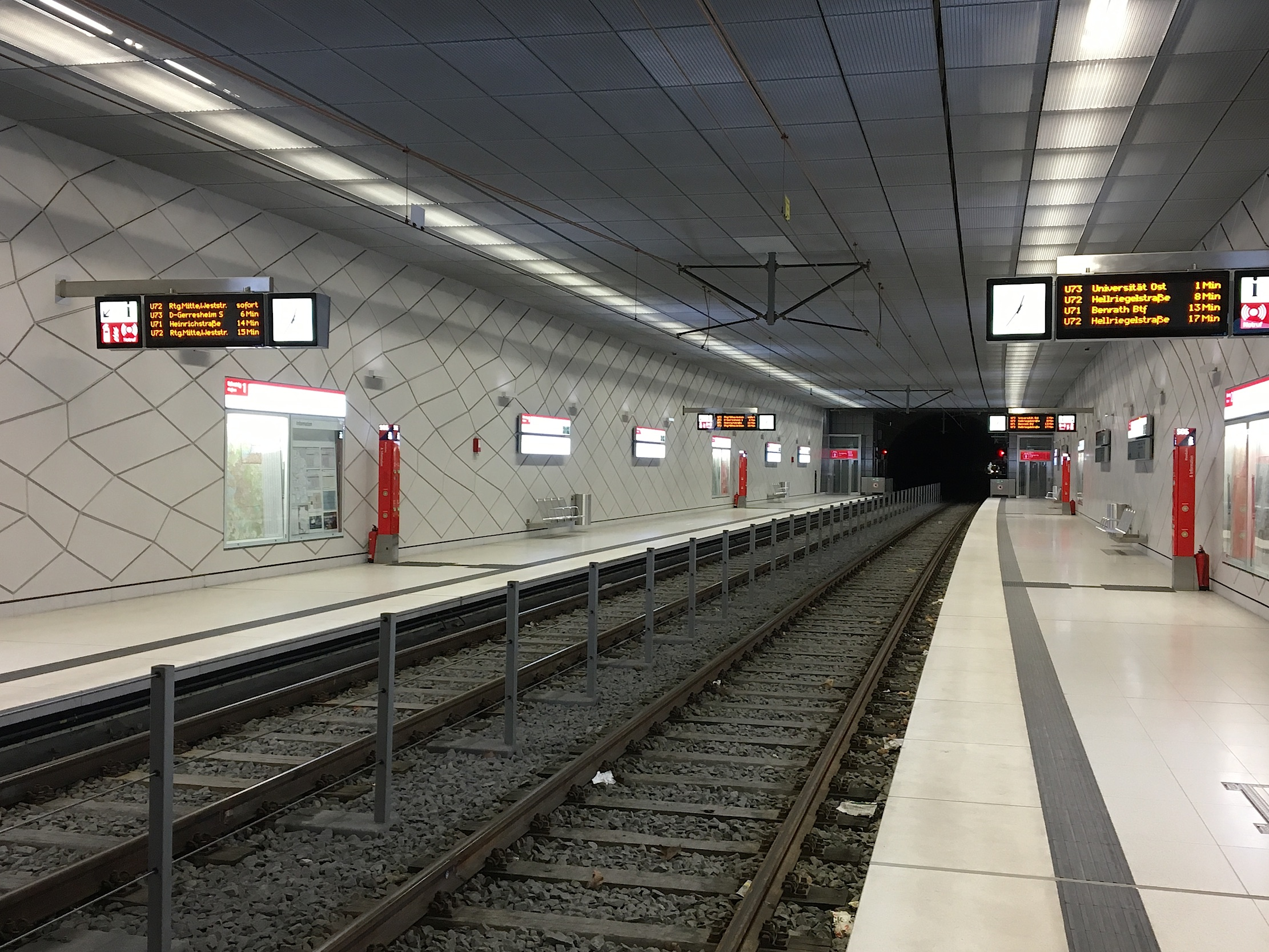
ヴェーアハーン線の地下駅はプラットホームの高さが低い（Benrather Straße駅、2017年撮影）
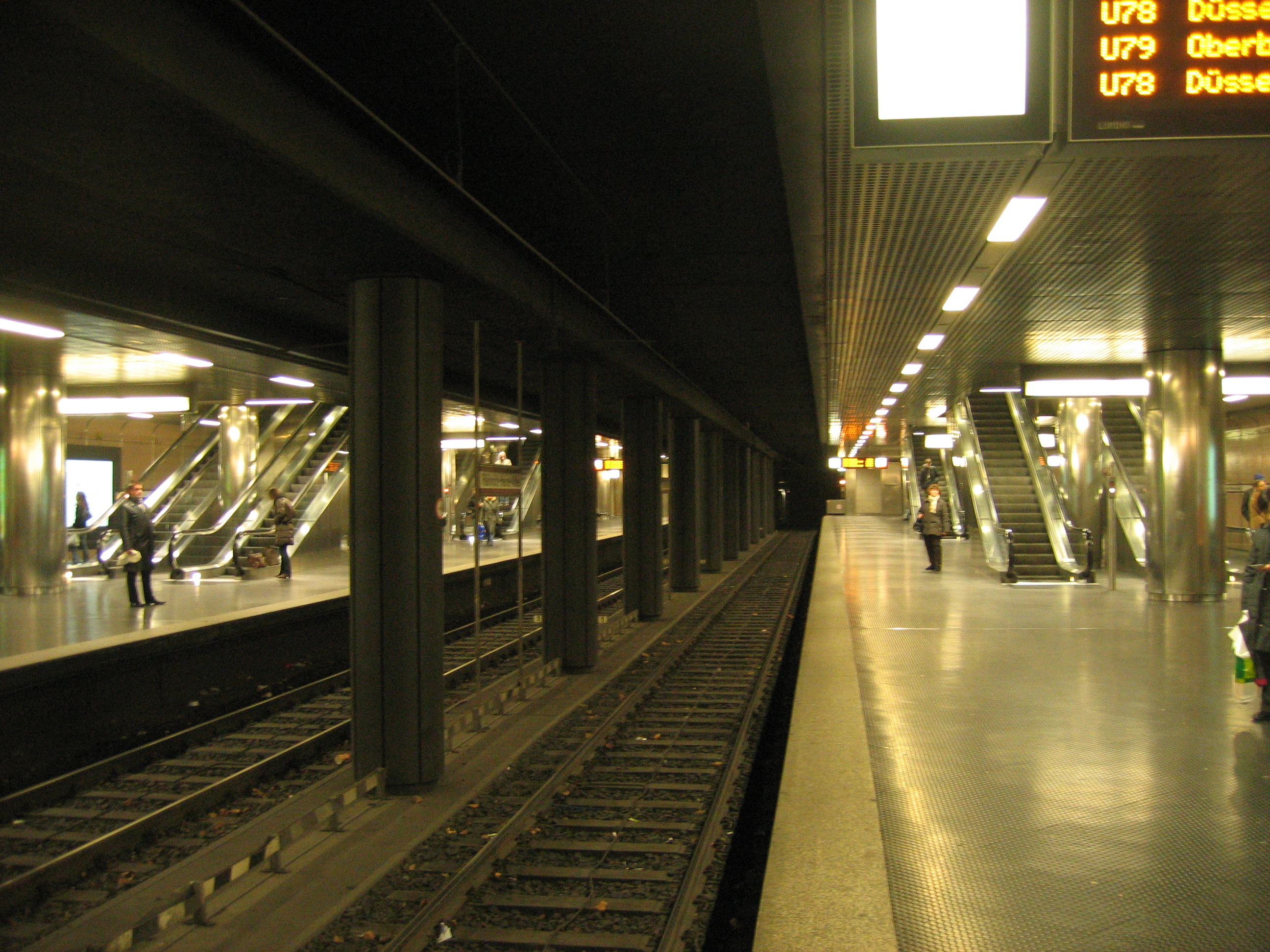
Heinrich-Heine Allee駅はシュタットバーンの全系統が停車するターミナル駅である（2008年撮影）
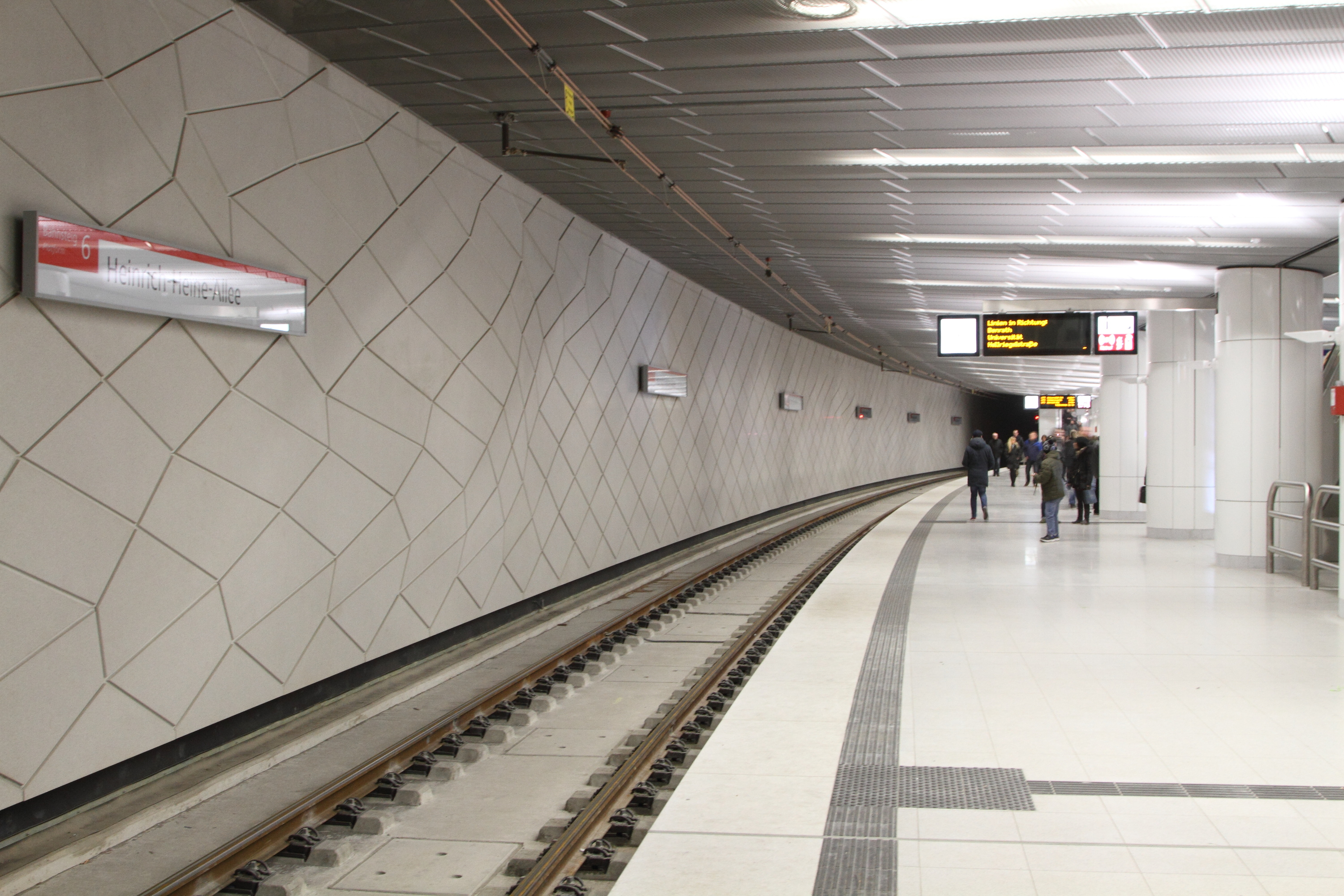
Heinrich-Heine Allee駅のヴェアーハーン線用ホーム（2016年撮影）
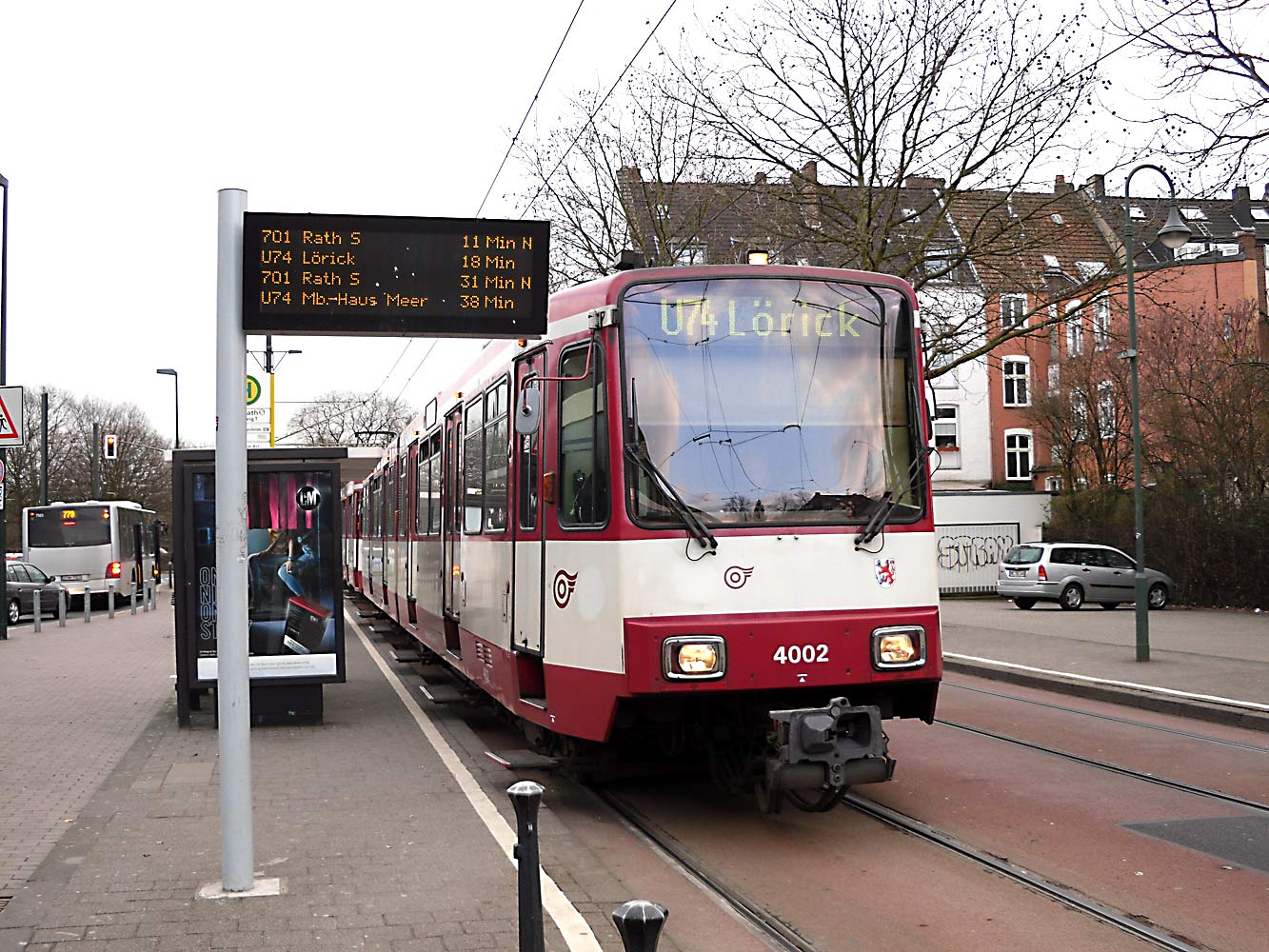
プラットホームの高さが低い地上駅では高床式電車はステップを展開する（Benrath駅、2011年撮影）

### 運賃
シュタットバーンを含め、ラインバーンが運営する公共交通機関の運賃は、同社が加盟しているライン＝ルール運輸連合（Verkehrsverbund Rhein-Ruhr、VRR）の料金体系に基づき設定されている。同連合ではゾーン制に基づいて料金が設定されており、デュッセルドルフ（ゾーンA3）市内のみ乗車の場合は2.9ユーロ（90分以内有効）、隣接都市へ乗車する場合は6ユーロ（2時間以内有効）が必要となる。また、4駅間が利用可能な"Kurzstrecke"と呼ばれる乗車券も1.7ユーロで発行されている他、24時間および48時間、1ヶ月間有効な乗車券、夜の時間帯に利用できる「ハッピーアワー・チケット（HappyHourTicket）」が発行されている。
運賃の支払いには信用乗車方式が用いられており、利用客は乗車の前に刻印機（バリデーター）で乗車券に刻印をする必要がある。乗車券は券売機に加え、スマートフォンなどを用いインターネットから購入する事も可能である。

## 車両
2020年現在、デュッセルドルフ・シュタットバーンで使用されている車両のうち、ラインバーンが所有しているのは以下の形式である。これに加えて、U79号線ではデュースブルク交通が所有するB80Cも使用されている。
- GT8SU - 1973年から1975年にかけて製造された3車体連接車のGT8S（69両）のうち、40両については地下区間の開通に合わせて乗降扉の高床式プラットホームへの対応および折り畳み式ステップの設置などの改造を受けた。そのうち36両（3201 - 3236）は通常の車両であった一方、4両（3101 - 3104）はデュースブルク方面向けの食堂車として製造された車両であったが、後者は食堂車の運行が廃止された後に一般車両と同様の形態への改造を受けた[注釈 3]。2020年現在は30両が在籍するが、後述するように新型電車のHF6への置き換えが予定されている[2][46][39][47][48]。
- B80 - ドイツ各地のシュタットバーン向けの標準型車両として開発された大型の2車体連接車。デュッセルドルフのシュタットバーンに導入されたのはVVVFインバータ制御を採用した最初期の車両となる「B80D」で、以下の3種類が製造された。2019年時点でもシュタットバーンの主力車両として102両在籍するが、製造から40年以上が経過したことを受け、2020年代以降新型電車への置き換えが予定されている[1][2][45][46][37]。
  - 4000番台（4001 - 4012） - 地下区間の開通に合わせて導入された、鋼製車体を有する車両。12両が製造されたが、2020年現在は11両（4002 - 4012）が使用されている[49][50]。
  - 4100番台（4101 - 4104） - クレーフェルト方面への食堂車復活に伴い製造された供食設備付きの車両。車内には軽食がふるまわれるテーブル付きの座席や調理室、トイレなどが設置されていた。また、車体もアルミニウム製に変更されている。食堂車の運行が2014年に休止され、2016年に正式な廃止が決定した後は一般車両と同様の形態への改造が実施されている[51][52][53]。
  - 4200番台（4201 - 4288） - 1985年から1993年にかけて製造された増備車。車体構造は4100番台と同様のアルミニウム製である[51][54]。
- NF8U - 路面電車区間をそのままの規格で地下化したヴェーアハーン線（ドイツ語版）の開通に先立つ2006年から2012年にかけて76両（3301 - 3376）の製造が実施された、車内全体が低床構造の5車体連接車。「シルバーファイルII（Silberpfeil II）」と言う愛称も有する。製造後はデュッセルドルフ市電（ドイツ語版）の路線で使用された後、ヴェーアハーン線開通後は同線を経由するシュタットバーンの系統における専用車両として使用されている[7][33][55][56][57]。
- HF6 - GT8SUの置き換えおよび列車本数の増加に備えて59両の増備が予定されている電車。ボンバルディア・トランスポーテーション（→アルストム）が展開するフレキシティ・スウィフトの1形式で、ケルンでシュタットバーン（ケルン・シュタットバーン）を運営するケルン市交通公社（ドイツ語版）と共に発注を実施した。2018年に最初の車両が納入され試運転が行われたが、台枠の設計ミスや乗降用ステップの不具合などが発覚した事により2020年に納入が一時停止する事態となった。その後、不備の改善を経て2022年から納入が再開されており、同年5月30日から本格的な営業運転が開始された。以降、2024年までに全車が導入される予定となっている[47][58][59][60][61]。

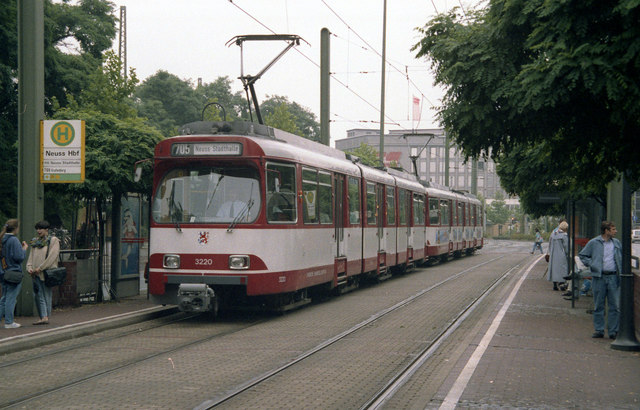
GT8SU（登場時の塗装、1991年撮影）
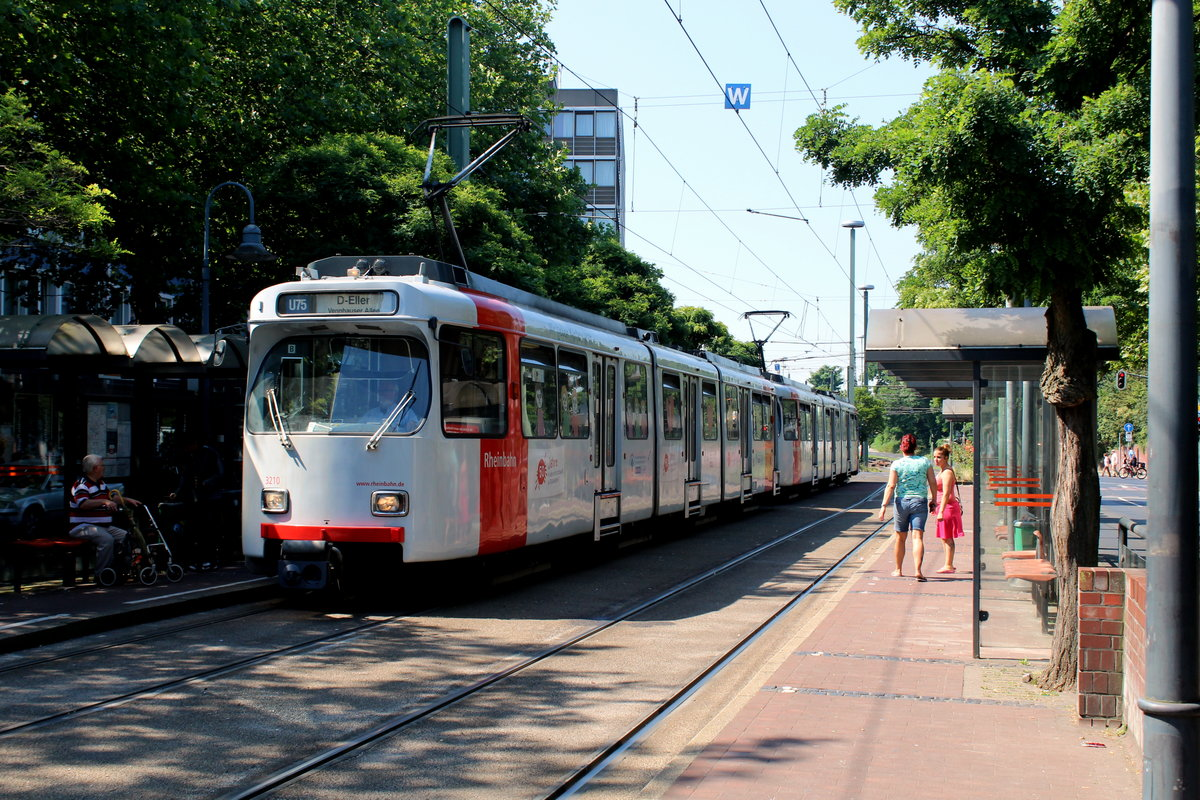
GT8SU（新塗装、2016年撮影）
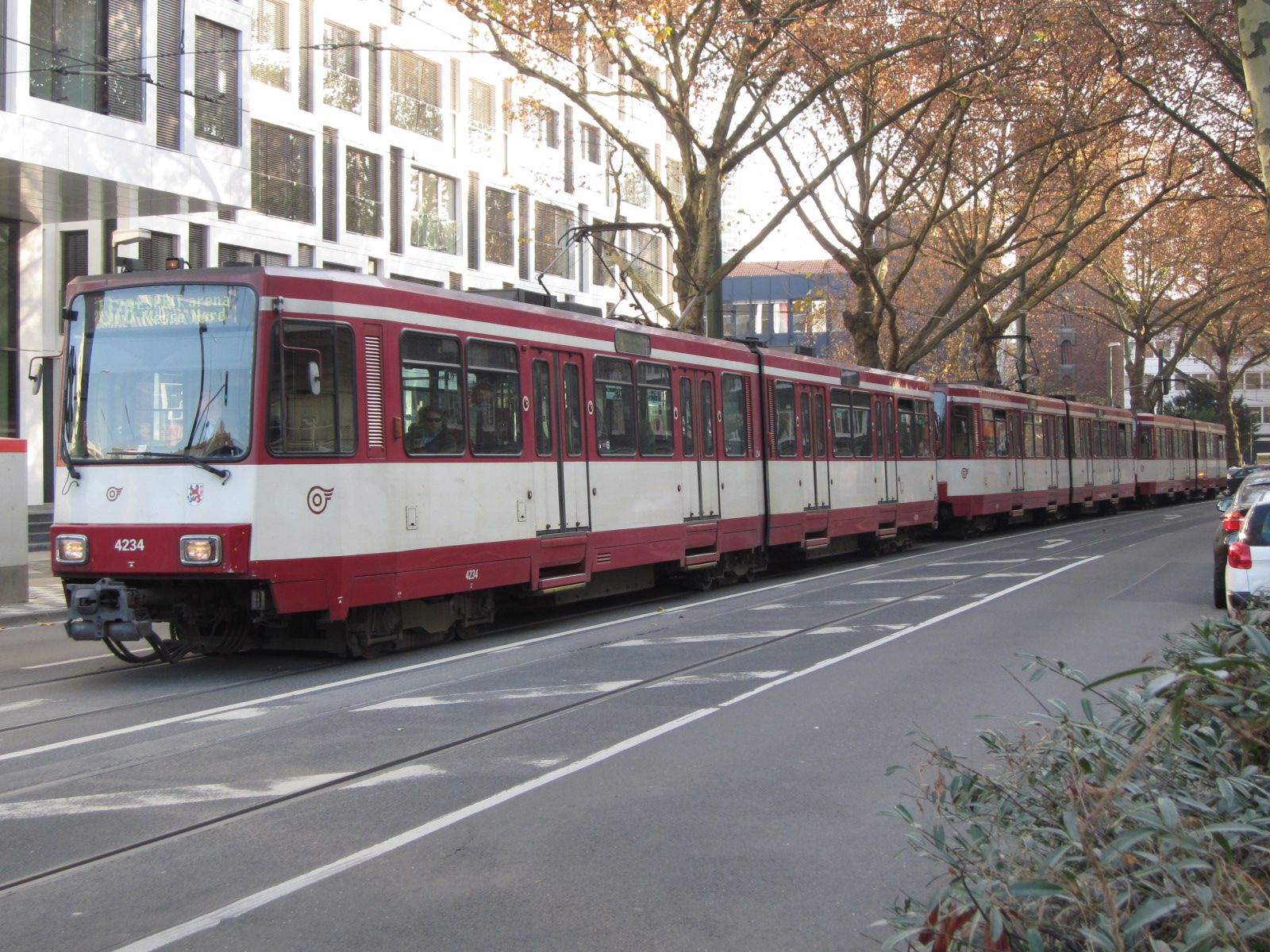
B80D（2011年撮影）
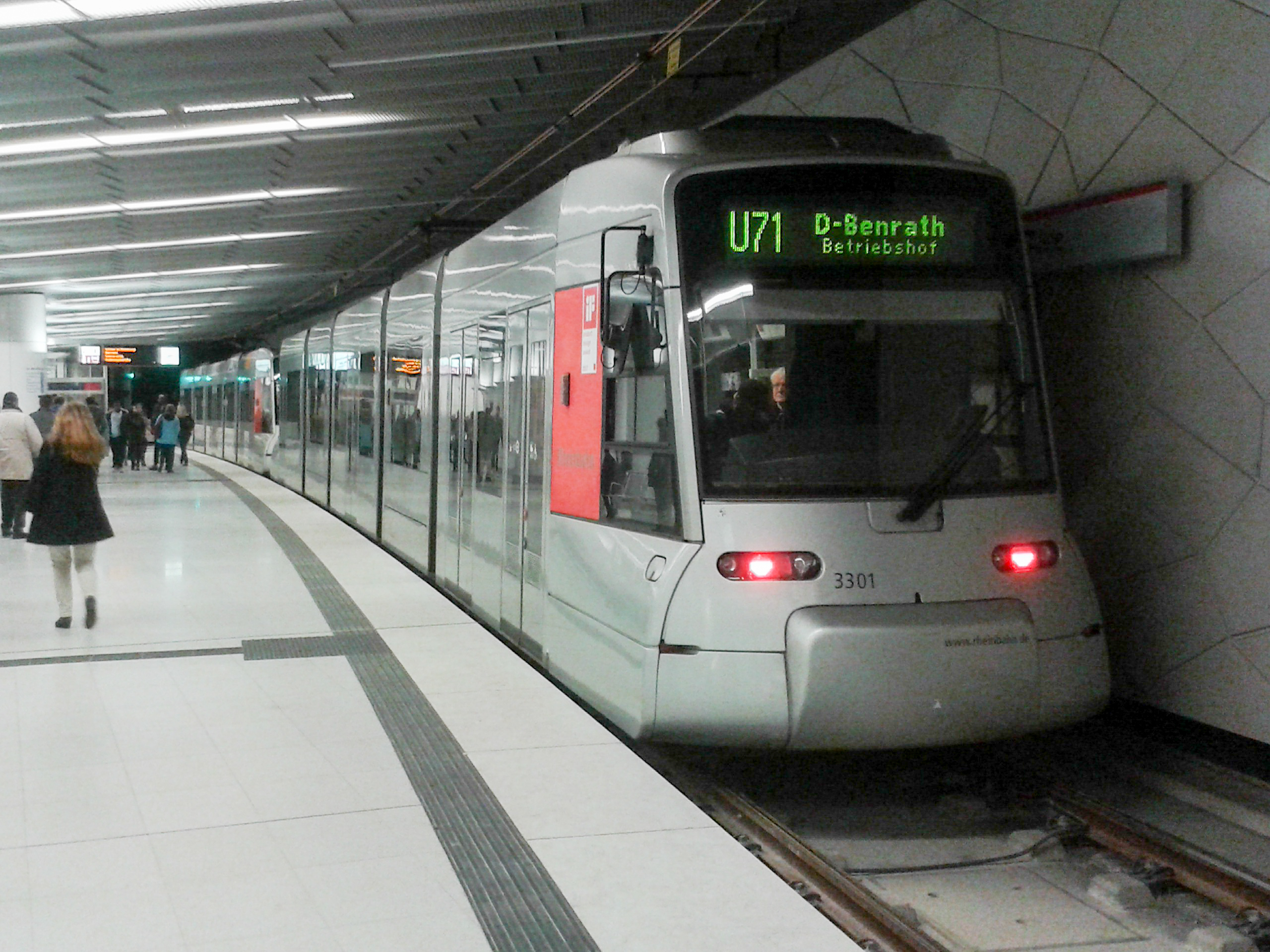
NF8U（2016年撮影）
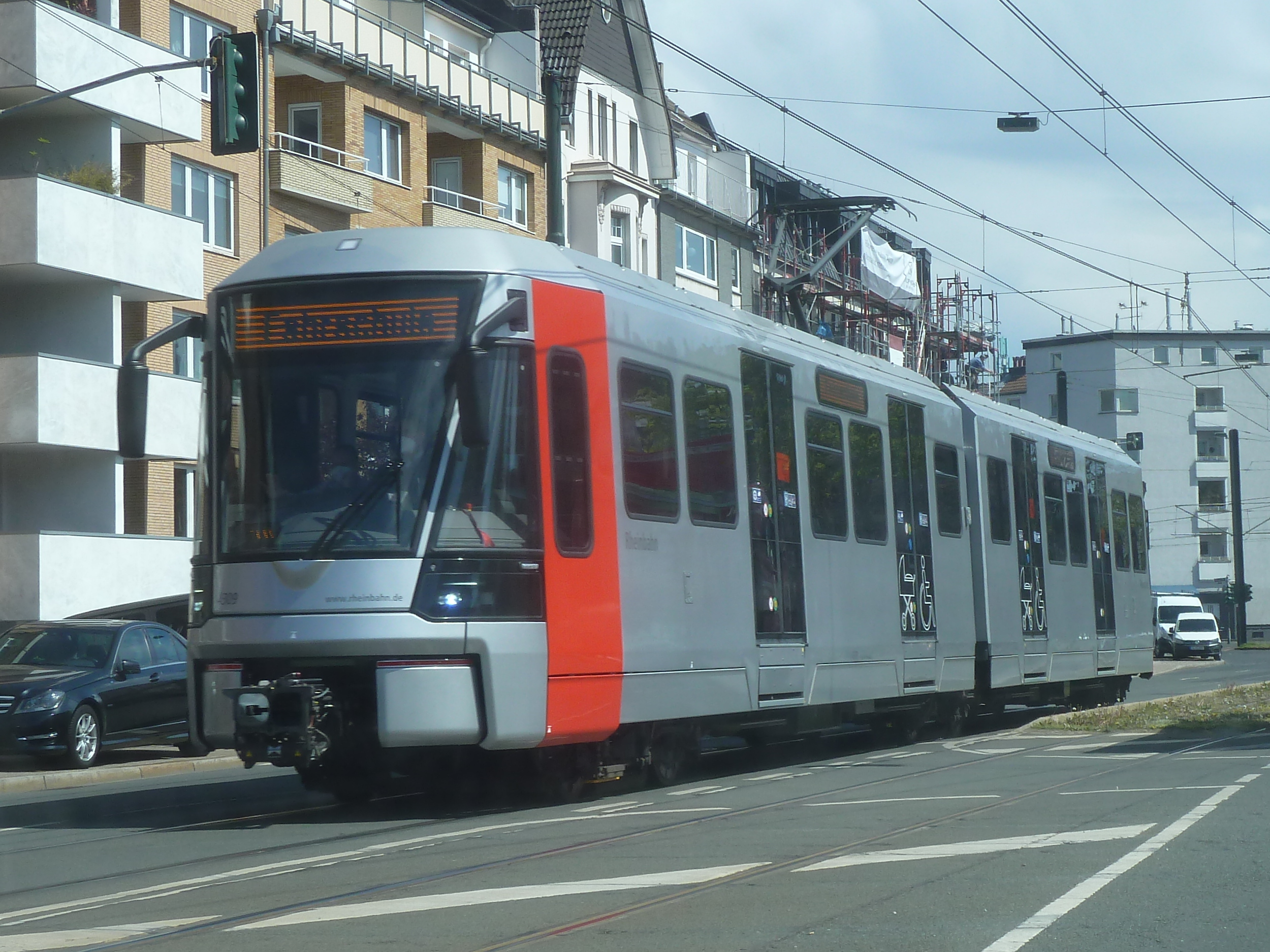
HF6（2021年撮影）

## U-Dax
デュッセルドルフのシュタットバーン建設に際し、騒音や振動、工事による交通渋滞などによる住民からの不安や反発を抑え、地下区間建設へより親しみを持ってもらうため、1973年に「U-Dax」と言う名前のアナグマをモチーフにしたマスコットキャラクターが制定され、ヒルデン在住のデザイナーであるジョカ・フリードリヒ（Joka Friedrich）によりデザインが行われた。
白黒の模様を体に持ち、青色の衣装や安全帽を纏うU-Daxは地下区間の工事の進展に合わせて様々なポージングが取られたデザインが発表されており、2007年から始まったヴェーアハーン線の建設に際して発表されたデザイン以降は目の周りの模様が変更されている他、体格もスリムになっている。U-Daxはシュトゥットガルト・シュタットバーンのマスコットおよび広告塔として人気を博しており、硬質ゴムによって作られた人形も製作されているが、これは特定のイベントなどでの配布品であり一般販売は行われていない。

## 今後の予定

### 新系統・新区間
2020年現在、デュッセルドルフ・シュタットバーンには以下の新規系統および新規トンネルの建設計画が存在する。

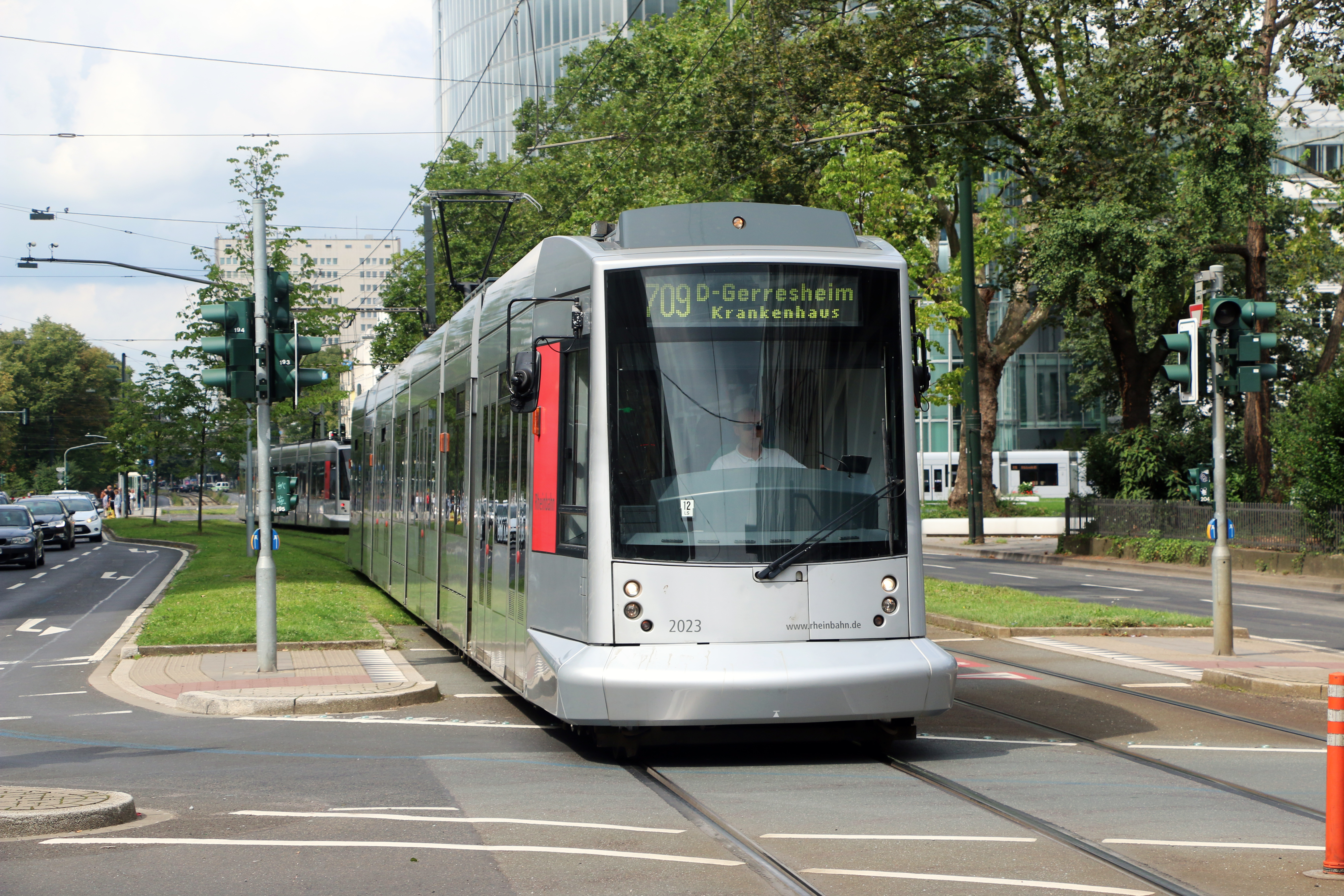
U80号線 - U78号線のメルクール・シュピール・アレーナ/メッセ北駅（MERKUR SPIEL-ARENA / Messe Nord）からメッセ・デュッセルドルフ（ドイツ語版）の地下を通るトンネルを建設し、レーザー・プラッツ駅（Reeser Platz）まで向かう、U78・U79号線のバイパス路線。1990年代以降長年に渡り計画が進められている路線だが、本格的な検討が開始されたのは予算面の問題が解決した2010年代後半以降である。
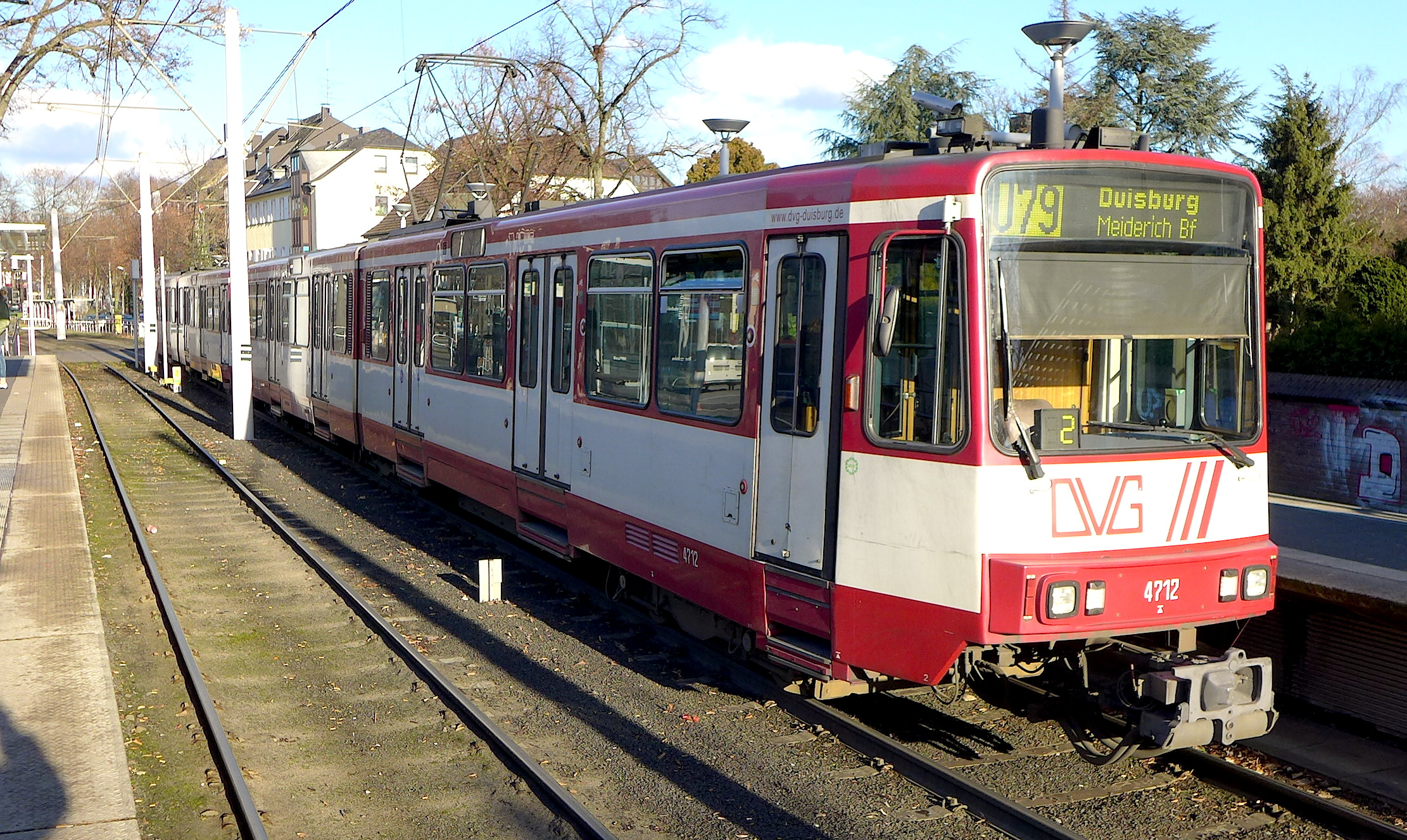
U81号線 - ライン川の左岸、クレーフェルト方面へ向かう系統から分岐し、メルクール・シュピール・アレーナ/メッセ北駅を経由してデュッセルドルフ空港へ向かう系統。第1段階としてデュッセルドルフ空港 - フライリヒラートプラッツ駅（Freiligrathplatz）までの建設が2020年から始まっており、今後はライン川を跨ぐ新たな橋梁の建設などが計画されている。これにより、ライン川の左岸を始めとした各地域とデュッセルドルフ空港間のアクセス向上が図られる[65]。
- U82号線 - U81号線の本格営業に先駆け、第1段階開通後にデュッセルドルフ中央駅（Düsseldorf Hbf） - デュッセルドルフ空港間で運行が予定されている系統。2020年時点で1時間に6本（10分間隔）で運行しているU78号線のうち3本の経路を変更する形で設定される[66]。
- 新規トンネル建設計画 - 2020年現在地上区間となっているヴィクトリアプラッツ/クレーヴァー・シュトラーセ駅（Victoriaplatz/Klever Straße） - レーザー・プラッツ駅（Reeser Platz）の間を地下化する計画。これにより、同区間を通過するU78・U79号線の本数増加による輸送力増強が図られる。既存の駅についても地下化されるが、プラットホームが存在せず道路上での乗降が必要となっていたゴルツハイマー・プラッツ駅（Golzheimer Platz）のみ廃止される予定である[33]。

### 新型車両
2020年10月、ラインバーンはデュースブルク交通と共に、長年に渡り使用されていたB形電車の置き換え用としてシーメンスが展開するアヴェニオHF（Avenio HF）を導入する事を決定し、同社と契約を結んだ。オプション分を除き109両が導入される予定で、2020年代前半以降製造が開始される。